# جنرال اتمیکس ای‌ال‌تی‌یواس
جنرال اتمیکس ای‌ال‌تی‌یواس (به انگلیسی: General Atomics ALTUS) یک پهپاد ساختِ کارخانهٔ جنرال اتمیکس در کشور ایالات متحده آمریکا است. نخستین استفاده‌کنندهٔ این پهپاد ناسا بوده‌است. این پهپاد برای نخستین بار در ۱۹۹۷ میلادی مورد استفاده قرار گرفت.